# Miha Zupan
Miha Zupan (* 13. September 1982 in Kranj, SR Slowenien) ist ein slowenischer Basketballspieler. Der Nationalspieler und Welt- und Europameisterschafts-Endrunden-Teilnehmer spielt als einer der wenigen gehörlosen Basketballspieler ähnlich wie der kurzzeitig in der NBA aktive Lance Allred auf höchstem Niveau mit Sportlern mit normalem Gehör. In seiner Heimat gewann er mit Rekordmeister Olimpija Ljubljana zwei Doubles sowie in Russland mit Spartak St. Petersburg 2011 den nationalen Pokal. Nach drei Jahren in der Türkei spielt Zupan seit Jahresbeginn 2016 in Rumänien bei CSM Oradea.

## Karriere
Zupan lernte als Schüler mit Hilfe eines Hörgeräts zu sprechen und begann schließlich mit 14 Jahren, nachdem er sich zuvor im Fußball und Volleyball versucht hatte, intensiv mit dem Basketballsport, wo er Marko Milič nacheiferte, der 1997 mit 20 Jahren als erster slowenischer Spieler den Sprung in die am höchsten dotierte Profiliga NBA in den Vereinigten Staaten geschafft hatte. Bald schaffte Zupan selbst den Sprung in die Auswahlmannschaft der Gehörlosen, mit der er noch als Schüler zweimal das Finale der Gehörlosen-Europameisterschaft erreichte. Nachdem er mit 17 Jahren bei einer Drittliga-Mannschaft unter Hörenden gespielt hatte, durfte er im Sommer 2000 mit der Jugendnationalmannschaft der Hörenden an der U18-Europameisterschafts-Endrunde teilnehmen. Anschließend gab ihm ein Verantwortlicher des KD Slovan aus der Hauptstadt Ljubljana die Chance, mit 18 Jahren im Jahr 2000 mit den Profis der Erstligamannschaft zu trainieren und zu spielen. Hier wurde er unter anderem von Trainer Ivan Sunara gefördert, der in seiner Jugend ebenfalls einen gehörlosen Mitschüler gehabt hatte. Nachdem die Mannschaft bereits 2003 das Pokalfinale gegen den Lokalrivalen und Rekordmeister Union Olimpija verloren hatte, verlor man gegen diesen Gegner sowohl die Meisterschafts-Finalserie 2005 als auch jene als Hauptrundenerster 2006. Anschließend wechselte Zupan, der unter anderem 2004 in der EM-Qualifikation auch für die Herren-Nationalmannschaft der Hörenden bereits gespielt hatte, selbst zum Lokalrivalen und Rekordmeister.
Im höchstrangigen europäischen Vereinswettbewerb EuroLeague 2006/07 wurde Union Olimpija trotz der Rückkehr von Milič, mit dem Zupan nun selbst zusammenspielte, und fünf Vorrundensiegen nur Letzter seiner Vorrundengruppe. Auch in den nationalen Wettbewerben Pokal und Meisterschaft verlor man beide Titel an KK Helios Domžale. In den folgenden beiden Jahren konnte man sich jedoch beide Titel gegen Helios zurückholen und Zupan gewann zweimal das Double. Auch in der Adriatische Basketballliga (ABA) 2007/08 reichte es nach drei Jahren erstmals wieder zum Einzug in das Final-Four-Turnier, bei dem man im Halbfinale jedoch als Gastgeber dem Titelverteidiger KK Partizan Belgrad knapp mit vier Punkten unterlegen war. Im Sommer 2008 verpasste die slowenische Nationalmannschaft beim vorolympischen Qualifikationsturnier in Athen mit Zupan bereits im Viertelfinale gegen Puerto Rico erneut die erstmalige Qualifikation für das olympische Basketballturnier. Mit seiner Vereinsmannschaft scheiterte Zupan in der folgenden Saison ebenfalls ein weiteres Mal am Einzug in die Zwischenrunde der EuroLeague 2008/09, mit nur zwei Siegen in zwölf Spielen als Gruppenletzter sogar sehr deutlich, und war als Neunter der ABA-Liga 2008/09 auch deutlich vom Finalturnier der supranationalen Adria-Liga entfernt. Anschließend wechselte Zupan erstmals ins Ausland und spielte in der griechischen A1 Ethniki für den Vorjahresaufsteiger aus Trikala, der am Saisonende jedoch nach dem sportlichen Abstieg als Vorletzter als professionelle Mannschaft aufgelöst wurde. Zupan konnte jedoch individuell mit knapp 14 Punkten und fünf Rebounds pro Spiel bei guten Erfolgsquoten durchaus überzeugen.
Mit der slowenischen Nationalmannschaft gewann Zupan bei der WM-Endrunde 2010 in der Türkei vier Vorrundenspiele und verlor nur gegen den überlegenen Olympiasieger und späteren Titelgewinner Vereinigte Staaten. Nach dem Achtelfinalerfolg über Australien verloren die Slowenen anschließend jedoch deutlich gegen den Gastgeber und späteren Finalisten Türkei und dann auch die restlichen beiden Platzierungsspiele, so dass Slowenien den achten Platz belegte. Zupan wechselte nach Russland, wo er mit dem BK Spartak aus Sankt Petersburg den nationalen Pokalwettbewerb 2011 gewann, der jedoch ohne die drei besten russischen Mannschaften ausgetragen wurde, die in der neu, nach dem Vorbild der ABA-Liga gegründeten VTB United League spielten. Zur folgenden Saison rückte auch Spartak in die erweiterte supranationale Liga auf und erreichte als Gruppenzweiter die Play-offs, in den man im Viertelfinale dem nationalen Konkurrenten Lokomotive Kuban Krasnodar unterlegen war. Im Eurocup 2011/12 hatte Spartak in der Vorrunde unter anderem den deutschen Vertreter FC Bayern München hinter sich gelassen. Mit nur einer Niederlage im gesamten Wettbewerb erreichte die Mannschaft das Final-Four-Turnier, bei dem man im Halbfinale dem Gastgeber BK Chimki knapp mit vier Punkten unterlag und nach der Niederlage gegen Lietuvos rytas Vilnius schließlich nur den vierten Platz belegte.
Zur folgenden Saison 2012/13 wechselte Zupan in die Türkiye Basketbol Ligi zu Türk Telekomspor in die türkische Hauptstadt Ankara. Nach nur acht Siegen in 30 Spielen verpasste die Mannschaft jedoch erneut und diesmal deutlich auf dem 13. Platz den Einzug in die Play-offs um die Meisterschaft. Anschließend wechselte Zupan zum Aufsteiger aus Uşak, der als Siebter 2014 auf Anhieb den Einzug in die Play-offs sicherstellte, in denen man in der ersten Runde gegen den späteren Titelgewinner Fenerbahçe Ülker ausschied. Zur WM-Endrunde 2014 in Spanien kehrte Zupan in einen Endrundenkader zurück und Slowenien verlor erneut nur ein Vorrundenspiel. Die Niederlage im abschließenden Gruppenspiel mit drei Punkten Unterschied gegen Litauen, bei dem Zupan seine Turnierbestleistung mit 13 Punkten erzielte, führte jedoch dazu, dass Slowenien nach dem Achtelfinalerfolg über die Basketballnationalmannschaft der Dominikanischen Republik bereits im Viertelfinale auf den überlegenen Titelverteidiger Vereinigte Staaten traf und ausschied. Mit Uşak Sportif konnte Zupan an die Erfolge der Vorsaison nicht mehr anschließen und die Mannschaft belegte in der Abschlusstabelle 2015 nur noch den 13. Platz. Bei der EM-Endrunde 2015 verlor Slowenien mit Zupan, aber ohne NBA-Profi Goran Dragić nach den Gruppenspielen dann im K.-o.-System gleich im Achtelfinale gegen Lettland und verpasste damit erneut die Chance auf eine Olympiaqualifikation. Zupan unterschrieb seinen nächsten professionellen Vertrag erst zum Jahreswechsel beim rumänischen Erstligisten CSM aus Oradea.